# Замок Крум
Замок Крум (англ. Croom Castle, Crom Castle, ірл. Cromadh) — один із замків Ірландії, розташований в графстві Лімерік. Замок був резиденцією Кілдерської гілки династії ФітцДжеральд. Давній військовий клич династії ФітцДжеральд: «Кром Абу!» — «Кром назавжди!» Клич проходить від назви стратегічної фортеці Кром. До того, як цим замком заволоділа династія ФітцДжеральд, замок належав ірландському клану О'Донован. Замок стоїть на річці Майгу (Майх). Положення замку стратегічно важливе. Звідси і назва замку — Кромад — «оточений річкою».

## Фортеця клану О'Донован
До англо-норманського завоювання Ірландії це місце було володінням ірландського клану Ві Кайрпре Ебда (ірл. — Uí Cairpre Áebda), з якого виник клан О'Донован. На цій території було невелике васальне королівство Ві Фідгенті, що існувало з IV століття, яке було потім розділене королівствами Томонд та Десмонд. Королівство Ві Фідгенті було під сильним тиском короля Домналла Мора Ва Браєна в 1178 році. Деякі люди клану О'Донован переселилися з цих місць, деякі лишилися жити тут. Дермот О'Донован збудував тут замок Кром в часи правління короля Англії Джона Безземельного. На думку Самуеля Льюїса, яку він висловив в 1837 році, це було зроблено для захисту земель, які були захоплені кланом О'Донован у клану Мак Енірі. Але клан О'Донован ще задовго до цього був пов'язаний з фортецею Кром. Літописи і документи 1130 року згадують фортецю Кром одночасно з кланом О'Донован. Там ця фортеця називається Кайхрейм Хеллахайн Хайшіл. Попередлник клану О'Донован — клан Вайхне Мак Кахайл згадується в зв'язку з фортецею Кромадх. Назва Крум вживається з середини ХІІ століття.
Історичні перекази клану О'Донован стверджують, що гілка О'Донован Карбері походять від Кром Ва Доннабайна (пом. в 1254 році). Згідно переказів, він володів замком Анкром або Бент. Вважається, що це і був замок Кром, хоча це дискусійно.
У документах 1690 року є записи: «… Клан О'Донован — королівський ірландський клан. Клан переселився з землі Кошма, що в графстві Лімерік, де вони збудували знаменитий замок Кром, який потім став володінням графів Кілдер і подарував цим графам девіз „Кром Абу“, що досі використовується ними…»
Одна з гілок клану О'Донован і рештки клану Ві Фідгейнте жили біля замку Кром безперервно протягом 800 років. Вони жили на цих землях, але замок був у володіннях графа Кілдер, що зробив замок однією з своїх резиденцій. Вважається, кам'яний замок Кром був побудований на початку ХІІІ століття після чисельних нападів на фортецю та селище Кром. Один із цих нападів відбувся в 1151 році. Його здійснив Руайдрі — син Тойрделбаха Ва Конхобайра з королівства Томонд. Він захопив велику здобич (стада худоби) і спалив фортецю Кромад.
Після захоплення замку феодалами ФітцДжеральд (графами Кілдер) історія замку була в тісному зв'язку з історією династії ФітцДжеральд.
У XVIII замок Кром був місцем зустрічі літературної групи «Поети Майгу». У ХІХ столітті замок був частково відбудований. Біля замку є давня церква XV століття, яка є нині національною пам'яткою історії та архітектури Ірландії. Крім того, біля замку є частково зруйнована кругла вежа ХІІ століття.
Нині замок Кром лежить в руїнах. Дві стіни ще стоять, хоча вдвічі нижчі ніж в давні часи, є залишки двох башт, інші дві башти перетворені просто на купи каміння.